# Bruno Cirino
Bruno Cirino Pomicino (* 25. Oktober 1936 in Neapel; † 17. April 1981 in Vercelli) war ein italienischer Schauspieler.

## Leben
Cirino gab sein Studium der Rechtswissenschaften kurz vor Diplomierung auf und ging nach Rom, um an der Accademia d’Arte Drammatica Schauspielunterricht zu nehmen. 1961 begann er seine Theaterlaufbahn, die ihn bald unter Franco Zeffirelli (Romeo und Julia 1963), Orazio Costa (Mord im Dom 1964), Giuseppe Patroni Griffi (Napoli notte e giorno 1966) und Eduardo De Filippo (L contratto 1968) arbeiten ließ, wobei seine natürliche Diktion und antikonventionelle Darstellungsart genutzt wurden. Bald zeigte er diese auch im Fernsehen, so sein unentschlossener „Franceschiello“ in Alessandro Blasettis La fine dei Borboni 1969, in Dedicato a un bambino, in dem er die Probleme eines Außenseiter-Kinds zu lösen versucht, und in I Nicotera von Sergio Nicota, in dem er den Sohn eines nach Mailand emigrierten Süditalieners spielt. Mit Vittorio De Sicas Diario da un maestro kam dann Cirinos großer Erfolg: Der idealistische Lehrer in der Auseinandersetzung mit an den Rand der Gesellschaft gedrängten Kindern brachte ihm endgültig den Ruf eines „sozialthematischen“ Schauspielers ein, den er im folgenden Dedicato a un medico bestätigte. Mit seiner eigenen Gesellschaft „Teatroggi“ verstärkte er dann wieder sein Bühnenengagement.
Das italienische Kino wusste verhältnismäßig selten etwas mit Cirino anzufangen; neben Rollen als Revolutionär „Tito“ in Allonsanfan und dem vom Anarchismus faszinierten Landarbeiter „Matteo“ Libera, amore mio (mit dem er die Leinwandkarriere auch schon beschloss) finden sich kaum beachtenswerte Werke in Cirinos Filmografie.
Cirinos früher Tod 1981 durch Herzinfarkt wurde von manchen als Zeichen der Beendigung des sozial und politisch engagierten Filmes in Italien bezeichnet.
Regisseur Franco Cirino und Politiker Paolo Cirino Pomicino sind seine Brüder.

## Filmografie (Auswahl)
- 1969: Sierra Maestra
- 1974: Allonsanfan (Allonsanfàn)
- 1975: Libera, Amore Mio (Libera, amore mio)